# Asemum punctulatum
Asemum punctulatum är en skalbaggsart som beskrevs av Blessig 1872. Asemum punctulatum ingår i släktet Asemum och familjen långhorningar. Inga underarter finns listade.